# Interes prawny
Interes prawny – przesłanka i jedna z podstawowych kategorii w prawie. 
Często stanowi bezwzględny warunek zastosowania przepisów prawa materialnego i procesowego tak w prawie prywatnym, jak i publicznym, przy czym charakter interesu prawnego w tych gałęziach jest zróżnicowany.
W prawie cywilnym interes prawny zasadniczo sprowadza się do subiektywnego twierdzenia podmiotu o jego występowaniu.
Jako warunek wstępny występuje w powództwie o ustalenie, jego uprawdopodobnienie jest również warunkiem stosowania przepisów o interwencji ubocznej oraz w postępowaniu o udzielenie zabezpieczenia. W prawie administracyjnym jest natomiast przesłanką warunkującą uzyskanie przymiotu strony i tym samym formalnej możliwości oczekiwania ochrony prawnej.
Interesu prawnego nie należy utożsamiać z legitymacją procesową. 
Choć obie kategorie mają zarówno kontekst materialny, jak i formalny, to są to niewątpliwie różne pojęcia.
Przez interes rozumieć można określoną wartość motywacyjną ujawnianą lub ujawniającą się w razie kontrowersyjnego zbiegu dwóch zachowań przejawianych zależnie co najmniej przez dwa podmioty czy grupy podmiotów, podczas gdy legitymacja procesowa to uprawnienie danego podmiotu do występowania w charakterze strony w danym postępowaniu.
Interes prawny może być rozumiany wąsko, będąc sprowadzanym wyłącznie do treści prawa przedmiotowego, lub szeroko w sposób uwzględniający ogólną sytuację prawną. Ewolucja interpretacji tego pojęcia zmierza w kierunku ujęcia szerokiego, pojmowanego również z perspektywy konstytucyjnie gwarantowanego prawa dostępu do sądu (art. 45 Konstytucji RP). Odrywa się coraz częściej interes prawny od podmiotu praw i obowiązków, udzielając ochrony każdemu, kto twierdzi, że interes prawny posiada. 
Wyraża się również pogląd, że interes prawny może mieć również taki podmiot, na którego prawa i obowiązki w jakimś zakresie – rozumianym szeroko – może wpłynąć istnienie lub nieistnienie prawa przysługującego innym podmiotom prawa lub stosunku prawnego łączącego inne podmioty. W doktrynie pojawia się również opinia, że interesu prawnego nie można zakwestionować, gdy ma on znaczenie zarówno dla obecnych, jak i przyszłych (możliwych), ale obiektywnie prawdopodobnych stosunków prawnych i praw (sytuacji prawnej).